# Loi fédérale sur la lutte contre les maladies transmissibles de l'homme
Lire en ligne

Texte de la loi

La loi fédérale sur la lutte contre les maladies transmissibles de l'homme, ou loi sur les épidémies (LEp), est une loi fédérale suisse régissant les mesures de détection, de prévention, des maladies transmissibles de l'homme ainsi que les mesures de gestion de crises lors des épidémies. La procédure parlementaire commence lors de la session de printemps 2012 du Conseil national, à l’initiative du Conseil fédéral. La loi entre finalement en vigueur le 1er janvier 2016, après avoir été acceptée par référendum facultatif. Elle a été modifiée et la version en vigueur date du 1er janvier 2017.

## Historique

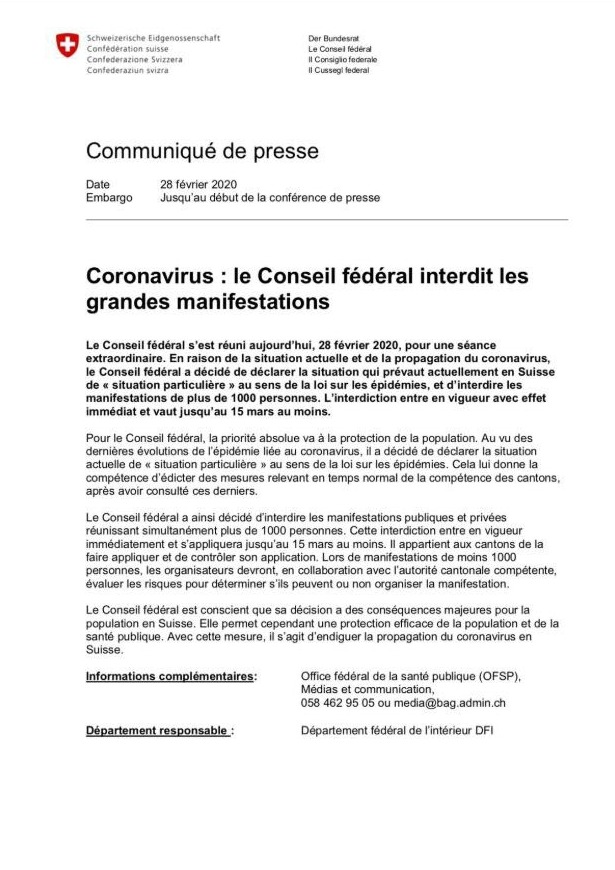
Communiqué du Conseil fédéral déclarant l'état de « situation particulière » selon la loi sur les épidémies (28 février 2020).

Dans la seconde moitié du XIXe siècle un groupe de médecins, réunis en commission sanitaire, élaborent un projet de lutte contre les épidémies, dans un contexte politique de rivalité entre les radicaux et les conservateurs. En 1879 une première mouture de loi sur les épidémies se heurte à l’opposition des opposants à la vaccination obligatoire et au refus de l’intervention de l’État au nom de la liberté individuelle. Il est rejeté par référendum facultatif en 1882. En 1884, un texte moins ambitieux, sans obligation de vaccination et avec un état d’urgence réduit à quatre maladies est présenté puis accepté en 1886. Un référent sanitaire fédéral est nommé. Il signe un traité international de lutte contre le choléra, ce qui permet d’instaurer un Bureau fédéral d’hygiène publique (BHFP). Sur la base d’une révision de deux articles de la Constitution en 1911 acceptée par le parlement en 1913, le Conseil fédéral élargit la loi sur les Épidémies à six nouvelles maladies en 1914. En 1921, les Chambres acceptent une révision qui accorde aux autorités fédérales plus de pouvoir en cas de circonstances exceptionnelles,.
- La « loi fédérale concernant les mesures à prendre contre les épidémies offrant un danger général » a été en vigueur de 1887 à 1974[4].
- La « loi fédérale sur la lutte contre les maladies transmissibles de l’homme » (loi sur les épidémies) a été en vigueur de 1974 à 2015[5].
- La nouvelle loi sur les épidémies a été adoptée par le peuple suisse par référendum facultatif le 22 septembre 2013[6].

## Application
La loi précise les institutions responsables, en particulier l'Office fédéral de la santé publique (OFSP) et les autorités cantonales compétentes (article 5). Il prévoit une « situation particulière » (article 6) lorsque les organisations ordinaires sont incapables de maîtriser la situation, que des risques de propagation menacent la santé publique, l'économie ou des secteurs vitaux, ou l'Organisation mondiale de la santé (OMS) annonce une urgence mondiale pouvant avoir un impact sur la Suisse. L'étape suivante est la « situation extraordinaire » (article 7).

### Ordonnances
Des ordonnances précisent les modalités de l'application.
- Ordonnance du 29 avril 2015 sur la lutte contre les maladies transmissibles de l’homme (Ordonnance sur les épidémies, OEp) ;
- Ordonnance du 29 avril 2015 sur les laboratoires de microbiologie ;
- Ordonnance du 16 décembre 2016 sur les denrées alimentaires et les objets usuels (ODAlOUs) ;
- Ordonnance sur les mesures destinées à lutter contre l'épidémie de COVID-19 du 28 février 2020, abrogée le 13 mars 2020 pour être remplacée par la suivante ;
- Ordonnance 2 du 13 mars 2020 sur les mesures destinées à lutter contre l'épidémie de COVID-19 (Ordonnance 2 COVID-19), modifiée le 16, le 17 mars[8] et le 20 mars 2020.
- Ordonnance sur la suspension des délais applicables aux initiatives populaires fédérales et aux demandes de référendum au niveau fédéral du 20 mars 2020, entrée en vigueur le 21 mars 2020 et valide jusqu'au 31 mai 2020[9].

D'autres ordonnances annoncent des mesures d'atténuation d'inconvénients économiques liés aux restrictions imposées.

### Pandémie de coronavirus de 2020
Lors de la pandémie de coronavirus de 2020, le Conseil fédéral a eu recours à la loi sur les épidémies pour la première fois. Le 28 février 2020, il a déclaré l'état de « situation particulière » (article 6). Le 16 mars 2020, il a déclaré l'état de « situation extraordinaire » jusqu'au 19 avril (article 7).